# Entropia Universe

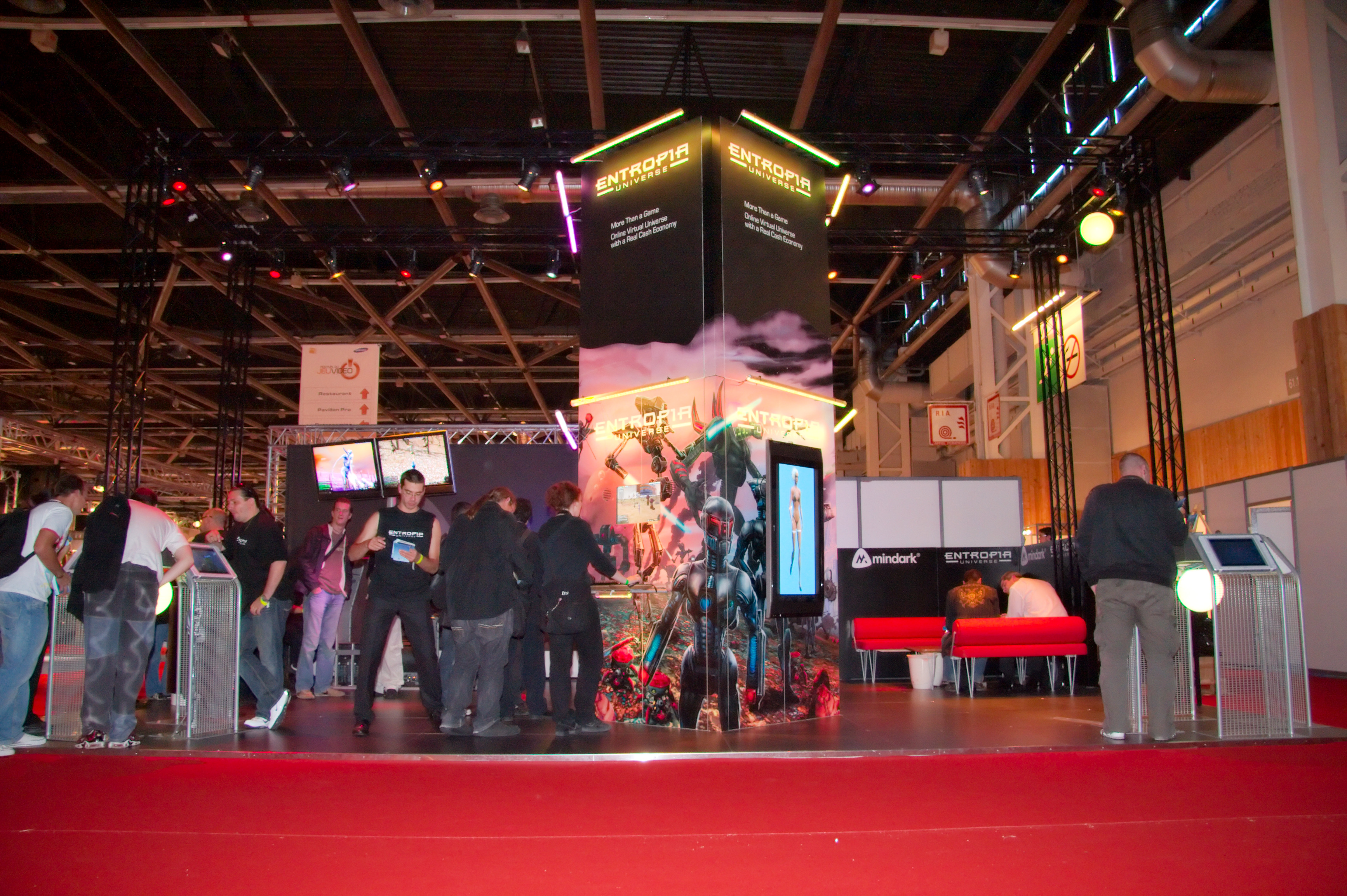
Entropia Universe Messestand auf der Festival du jeu vidéo 2008 Paris

Entropia Universe (früher Project Entropia) ist ein MMOFPS (MMORPG/FPS), das viele hundert Spieler gleichzeitig zusammen über das Internet spielen. Im Juli 2008 gab es ungefähr 740.000 registrierte Spieler, wobei nicht bekannt ist, wie viele davon tatsächlich aktiv sind.
In der aktuellen Version (Dezember 2017) verwendet das Spiel die CryEngine 2.

## Spielinhalt
Das Spiel ist ein Online-Rollenspiel. Das Besondere ist, dass es nicht nur offiziell erlaubt, sondern sogar förderlich ist, mit echtem Geld zu handeln. Auf dem Planeten Calypso nutzt man die Währung PE-Dollar, die mit dem US-Dollar im Verhältnis 10:1 verknüpft ist.

## Planet, Kontinente und Spacestations
Zurzeit (Stand September 2013) sind die Planeten Calypso, Cyrene, Next Island, Rocktropia und Arkadia verfügbar.

### Calypso – Der Planet
Calypso ist der erste Planet, der von Menschen besiedelt werden konnte. Das Klima ist wärmer als das der Erde, was an der Ekliptik von Calypso liegt. Die Sonne verschwindet nie weit unter den Horizont und steigt zur Mittagszeit höher. Durch starken Wärmeaustausch zwischen den heißen und weniger heißen Regionen herrscht auf großen Teilen Calypsos ein angenehmes subtropisches Klima.
Auf Calypso sind bis jetzt nur zwei Kontinente von den Siedlern erreichbar: Eudoria und Amethera.

### Eudoria – der alte Kontinent
Eudoria ist der kleinere von beiden Kontinenten und weitaus besser erschlossen. Soll heißen, dass hier ein breites Netz von Teleportern und dazugehörigen Orten bzw. Außenposten existiert. Einmal erreicht, bietet sich ein Teleporter als eine zeitsparende Reisemöglichkeit zwischen verschiedenen anderen, zuvor vom Spieler erkundeten, Teleportern des Planeten an. Weiters besitzt der Kontinent eine wesentlich bessere Infrastruktur. Eudoria hat eine geschätzte Fläche von 50.000.000.000 Quadratfuß, oder 4.650 km² und eine geschätzte Küstenlänge von 30.000 km.
Das Klima auf Eudoria ist subtropisch bis tropisch, die Vegetation wechselt zwischen offenen Ebenen und mäßiger bis dichter Bewaldung.
Der höchste Berg ist Mt. Cerberus mit 512 m gefolgt von Mt. Hermes (495 m) und Mt. Hydra (494 m).
Es gibt auf Eudoria nur drei große Flüsse: Orthos River, welcher in den Lake Ambrosia mündet, von wo sowohl nach Norden als auch nach Süden ein Abfluss existiert. Nach Süden führt der Orthos River weiter, nach Norden Thetys River, in welchen der Nereus River mündet. Warum der Lake Ambrosia zwei Abflüsse hat, ist bis jetzt ungeklärt.
Die Hauptstadt ist Hadesheim, die wichtigsten Städte sind Atlas Haven, Port Atlantis und Twin Peaks. Weitere Städte sind Cape Corinth, Jason Center, Minopolis, Nymphtown und Zychion Citadel. Zychion Citadel wurde vor kurzem durch einen Angriff von Androiden zerstört.

### Amethera – der neue gewaltige Kontinent
Amethera ist der größere der beiden Kontinente. Er ist sogar bedeutend größer als Eudoria. Bis heute (18. Juli 2008) sind noch nicht alle Bereiche dieses gewaltigen Kontinentes freigeschaltet. In den bisher zugänglichen Gebieten gibt es 24 Teleporterstationen. Die wichtigsten Städte sind Genesis Amethera HQ, New Oxford, Omegaton West Habitat, Sakura City und Treasure Island City.

### Club Neverdie – ein Club im Weltall
Besitzer ist der Spieler Neverdie – der erste Teilnehmer dieses Spiels, der eine Million online (bezogen auf reale Dollar) in diesem Spiel gemacht hat. Es gibt verschiedene Domes (mit „Dome“ ist eine Kuppel mit Flora und Fauna des Planeten Calypso auf der Raumstation gemeint), in denen man jagen kann. Monatlich werden ca. 250.000 $ an Loot (Beute, also Gegenstände, die man von einer erlegten Kreatur erbeutet) ausgeschüttet.

### Crystal Palace Station – eine Raumstation im Weltall
Hier kann man die Spezies Aurli und Kreltin jagen. Diese gibt es nur auf dieser Raumstation. Anfang 2010 wurde die Raumstation für 3.300.000 PED an den Spieler Buzz Erik Lightyear verkauft. Rechnet man die fiktive Ingame-Währung um, so belief sich die Investition auf ca. 330.000 US-Dollar.

## Wirtschaft
Das gesamte Wirtschaftssystem im Spiel baut auf die Spielewährung PE-Dollar auf, die im Verhältnis 10 zu 1 in echte Dollars umgetauscht werden kann. Das Umtauschen ist in beide Richtungen möglich. Die feste Bindung an den Dollar macht reale Investitionen möglich. So hat zum Beispiel der britische Schauspieler Jon Jacobs für 100.000 US-Dollar die virtuelle Immobilie eines Ferienresorts auf einem Asteroiden gekauft. Er bietet seinen Mitspielern virtuelle Hotelsuiten, Schürfrechte für virtuelle Rohstoffe und Jagdrechte zum Kauf an. Jacobs hat auf diesem Weg angeblich bereits 1 Million US-Dollar im Spiel verdient und hat einen monatlichen Verdienst von über 12.000 US-Dollar.

## Kosten
Es fallen im Spiel keine Teilnahmeentgelte an und auch der Spielclient kann kostenlos heruntergeladen werden. Das Spiel finanziert sich, indem die Betreiber einen nicht näher spezifizierten Teil des im Spiel umgesetzten Geldes einbehalten. Das Geschäftsmodell von Mind Ark zielt dabei nach eigenen Angaben darauf ab, dass sich die durchschnittlichen Kosten auf einen US-Dollar pro Stunde Spielzeit belaufen sollen. Zusätzlich verkauft Mind Ark von Zeit zu Zeit virtuelle Grundstücke an die Spieler.
Ein aktives Mitspielen ist auch ohne eigenen Geldeinsatz möglich: Es kann „Schweiß“ (im Spiel „Vibrant Sweat“ genannt) von Tieren mittels eines kostenlosen und – vom Spielstart weg verfügbaren – Gerätes gesammelt werden. Dieser „Schweiß“ kann an andere Spieler verkauft oder von einem selbst weiterverarbeitet werden.